# Laides
Laides es un género de peces actinopeterigios de agua dulce, distribuidos por ríos y lagos del sur de Asia.

## Especies
Existen solamente dos especies reconocidas en este género:
- Laides hexanema (Bleeker, 1852)
- Laides longibarbis (Fowler, 1934)